# Victoria Jiménez Kasintseva
Victoria Jiménez Kasintseva (ur. 9 sierpnia 2005 w Andorze) – andorska tenisistka, mistrzyni juniorskiego Australian Open 2020.

## Kariera tenisowa
Na swoim koncie ma wygranych pięć turniejów w grze pojedynczej i jeden w grze podwójnej rangi ITF. 14 listopada 2022 zajmowała najwyższe miejsce w rankingu singlowym WTA Tour – 121. pozycję, natomiast 31 października 2022 osiągnęła najwyższą lokatę w deblu – 309. miejsce.
W styczniu 2020 roku wygrała juniorski turniej wielkoszlemowy Australian Open, pokonując w finale Weronikę Baszak 5:7, 6:2, 6:2.

## Finały turniejów WTA 125
| Legenda                   | Legenda |
| ------------------------- | ------- |
| Wielki Szlem              |         |
| Igrzyska olimpijskie      |         |
| WTA Tour Championships    |         |
| od 2021                   |         |
| WTA 1000 (obowiązkowe)    |         |
| WTA 1000 (nieobowiązkowe) |         |
| WTA 500                   |         |
| WTA 250                   |         |
| WTA 125                   |         |

### Gra pojedyncza 1 (0–1)
| Końcowy wynik | Nr | Data          | Turniej | Nawierzchnia | Przeciwniczka  | Wynik finału |
| ------------- | -- | ------------- | ------- | ------------ | -------------- | ------------ |
| Finalistka    | 1. | 30 marca 2025 | Antalya | Ceglana      | Olga Danilović | 2:6, 3:6     |

## Finały turniejów ITF
| turnieje z pulą nagród 100 000 $ (W100) |
| turnieje z pulą nagród 80 000 $ (W80)   |
| turnieje z pulą nagród 60 000 $ (W75)   |
| turnieje z pulą nagród 40 000 $ (W50)   |
| turnieje z pulą nagród 25 000 $ (W35)   |
| turnieje z pulą nagród 15 000 $ (W15)   |

### Gra pojedyncza 10 (5–5)
| Rezultat     |    | Data       | Turniej              | ($)      | Naw.    | Przeciwniczka       | Wynik         |
| Finalistka   | 1. | 22/08/2021 | San Bartolomé        | 60 000   | Ceglana | Arantxa Rus         | 0:6, 1:6      |
| Zwyciężczyni | 1. | 14/11/2021 | Aparecida de Goiânia | 25 000   | Ceglana | Panna Udvardy       | 6:3, 7:5      |
| Finalistka   | 2. | 09/01/2022 | Bendigo              | 60 000+H | Twarda  | Ysaline Bonaventure | 3:6, 1:6      |
| Zwyciężczyni | 2. | 23/10/2022 | Loulé                | 25 000   | Twarda  | Katarina Zawacka    | 6:1, 6:4      |
| Zwyciężczyni | 3. | 12/03/2023 | Boca Raton           | 25 000   | Ceglana | Whitney Osuigwe     | 6:2, 6:2      |
| Zwyciężczyni | 4. | 19/11/2023 | Austin               | 25 000   | Twarda  | Hanna Chang         | 6:0, 6:2      |
| Finalistka   | 3. | 28/01/2024 | Monastyr             | 25 000   | Twarda  | Carson Branstine    | 2:6, 2:6      |
| Finalistka   | 4. | 26/05/2024 | Otočec               | 40 000   | Ceglana | Anouk Koevermans    | 6:1, 4:6, 5:7 |
| Finalistka   | 5. | 21/07/2024 | Vitoria-Gasteiz      | 100 000  | Twarda  | Alexandra Eala      | 4:6, 4:6      |
| Zwyciężczyni | 5. | 29/09/2024 | Lizbona              | 60 000   | Ceglana | Guiomar Maristany   | 6:4, 6:2      |

### Gra podwójna 2 (1–1)
| Rezultat     |    | Data       | Turniej             | ($)       | Naw.           | Partnerka      | Przeciwniczki                       | Wynik          |
| Finalistka   | 1. | 13/03/2021 | Amiens              | 15 000+H  | Ceglana (hala) | Elsa Jacquemot | Seone Mendez María Portillo Ramírez | 4:6, 3:6       |
| Zwyciężczyni | 1. | 14/05/2022 | La Bisbal d’Empordà | 100 000+H | Ceglana        | Renata Zarazúa | Olivia Nicholls Alicia Barnett      | 6:4, 2:6, 10–8 |

## Finały juniorskich turniejów wielkoszlemowych

### Gra pojedyncza (1)
| Końcowy wynik | Rok  | Turniej         | Nawierzchnia | Przeciwniczka   | Wynik finału  |
| Zwyciężczyni  | 2020 | Australian Open | Twarda       | Weronika Baszak | 5:7, 6:2, 6:2 |